# Darkland
Darkland (Underverden) è un film del 2017 diretto da Fenar Ahmad.
È stato selezionato nella lista dei tre film da inviare come scelta danese per l'Oscar al miglior film in lingua straniera ai 90º Premi Oscar.

## Trama
Zaid è un rinomato cardiochirurgo. Un giorno riceve la visita di suo fratello minore Yasin che gli chiede di aiutarlo perché in pericolo. Stanco di proteggerlo, Zaid si rifiuta. Il giorno successivo, all'ospedale, Zaid scopre che Yasin è gravemente ferito a seguito di uno scontro con una banda ed è ricoverato al pronto soccorso dove soccombe alle ferite.
Folle di vendetta, Zaid cerca di trovare coloro che hanno ucciso suo fratello e di farsi giustizia da solo a insaputa della moglie che è anche in attesa di un parto. Inizia un allenamento intensivo e a fare boxe facendosi aiutare da Alex, un amico di Yasin, da cui cerca anche di sapere maggiori particolari della morte del fratello. Arriva quindi a Semion che sembra essere collegato con il pestaggio.
Zaid inizia quindi a seguire e pedinare Semion di notte, usando un mascheramento completamente nero. Semion si sente minacciato ma pensa che la minaccia sia all'interno dei clan rivali. Quando scopre chi si nasconde dietro gli attentati, Semion inizia a colpire le persone che sono vicine a Zaid, anche con torture crudeli. Con un trucchetto, però, Zaid riesce a sapere dove vive Semion.